# اکودولسی
اکودولسی (به ایتالیایی: Acquedolci) یک شهرداری در ایتالیا است که در استان مسینا واقع شده‌است.

## خصوصیات
اکودولسی ۱۲ کیلومترمربع مساحت و ۵٬۷۸۱ نفر جمعیت دارد و ۱۵ متر بالاتر از سطح دریا واقع شده‌است.